# 366 Vincentina
366 Vincentina eller A893 FG är en asteroid i huvudbältet, som upptäcktes 21 mars 1893 av den franske astronomen Auguste Charlois. Den har fått sitt namn efter den italienska astronomen Vincenzo Cerulli.
Asteroiden har en diameter på ungefär 86 kilometer.